# Кошник, Ганс
Ганс Кошник (нем. Hans Koschnick; 2 апреля 1929, Бремен — 21 апреля 2016, Бремен) — немецкий политик, член СДПГ. С 1967 по 1985 годы был президентом (председателем) Сената и бургомистром (мэром) вольного ганзейского города Бремен, а с 1987 по 1994 годы депутатом Бундестага. С 1994 по 1996 был администратором ЕС в городе Мостар (Босния и Герцеговина).

## Биография
Кошник вырос в бременском портовом районе Грёпелинген. Его отец, профсоюзный деятель и коммунист, был арестован вечером 1 мая 1933 года, за день до того, как нацисты захватили офисы профсоюзов по всей Германии. Ему было предъявлено обвинение в государственной измене за организацию первомайского митинга и произнесение речи, и он был отправлен в тюрьму, а затем в концлагерь Заксенхаузен. В 1938 году Кошник-старший был освобождён. В 1943 году его призвали на военную службу как «условно годного к военной службе» и в следующем году отправили в Финляндию.
Мать Ганса была арестована за то, что работала курьером немецкого Сопротивления, за что год провела под стражей. Она отказалась присоединиться к Немецкому трудовому фронту (DAF) и «выучить» нацистское приветствие, из-за чего часто теряла работу, пока, наконец, не получила должность продавца конфет и не была исключена из выборочных проверок DAF. Эти перерывы сочетались с постоянными отлучками, поэтому Кошник вырос с бабушкой и дедушкой. В 1938 году его мать устроилась шить брезент для палаток.
В марте 1945 года Кошник был призван в Имперскую службу труда (RAD), а затем в вермахт. В конце войны был доставлен в Брюссель как британский военнопленный. В сентябре 1945 года вернулся в Бремен.
Завершив обучение, Кошник работал в аппарате сенатора по социальным вопросам, молодёжи, семье и спорту. 1 февраля 1958 года он стал начальником Управления физического воспитания. В качестве старшего правительственного советника возглавлял отдел молодёжи, семьи и спорта в социальном департаменте земли Бремен.
С 1954 года Ганс женат на Кристине Кошник, которая работала полный рабочий день в профсоюзе транспортников.

## Политическая деятельность

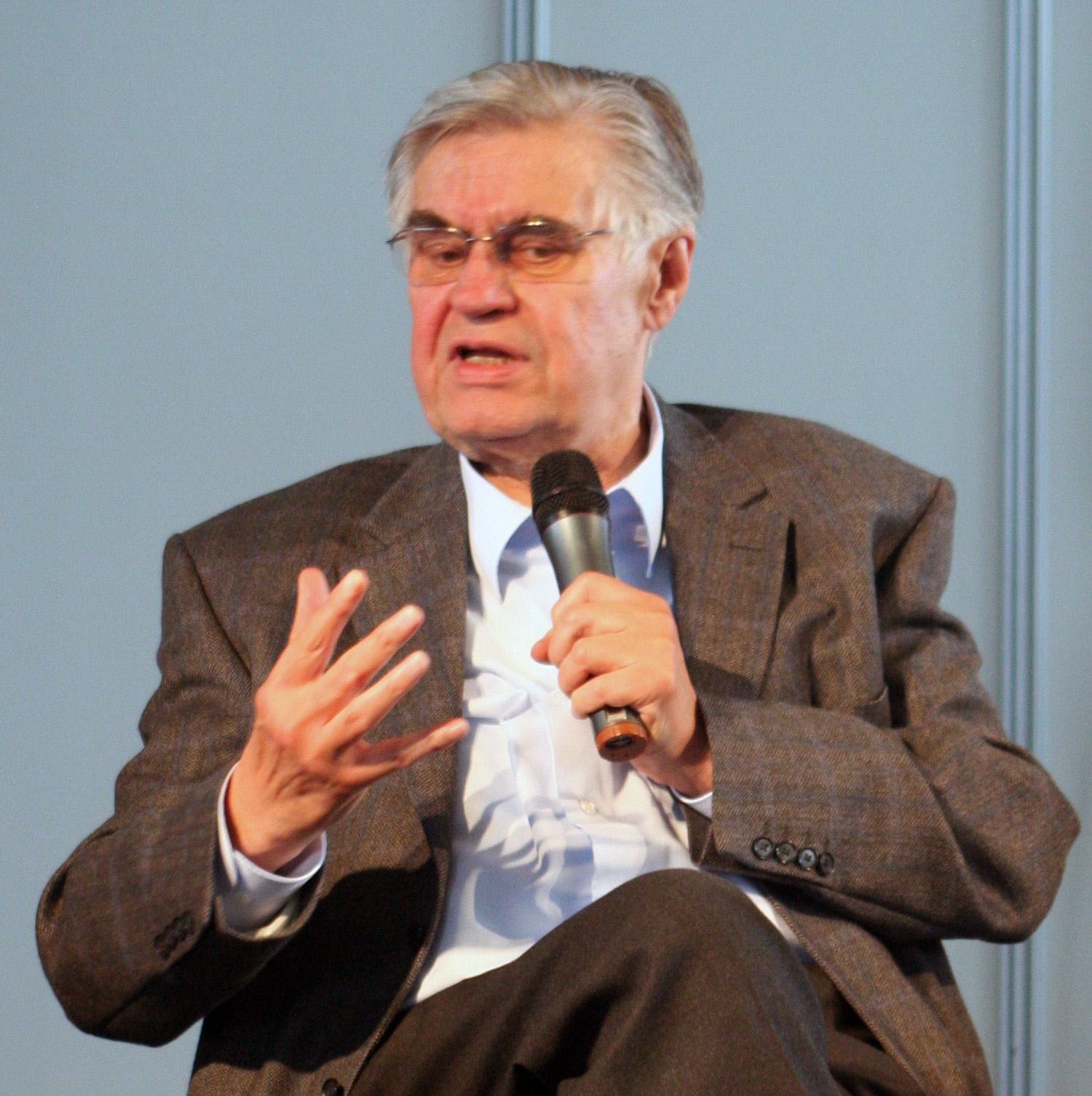
Кошник на Евангелическом церковном конгрессе 2009 года в Бремене.

Кошник вступил в СДПГ в мае 1950 года. С 1951 по 1954 год работал районным секретарем профсоюза транспортников ОТВ. С 1955 года — депутат Бременского парламента. 26 ноября 1963 года он был избран в бременский Сенат, где был сенатором по внутренним делам. 20 июля 1965 года Кошник был избран заместителем председателя Сената и бургомистра Бремена Вилли Денкампа (СДПГ).
После выборов 28 ноября 1967 года Кошник стал председателем Сената, то есть главой правительства федеральной земли Бремен. Во время своего правления он также был сенатором по церковным делам с 1971 года и исполнял обязанности сенатора по экономике и внешней торговле в течение нескольких недель в 1970 году и сенатора по строительству в течение нескольких месяцев в 1978 году.
Кошник первоначально возглавлял коалиционное правительство СДПГ/СвДП, которое распалось в 1971 году из-за разногласий по поводу основания Бременского университета. Благодаря успешным выборам в Бременский парламент в 1971, 1975, 1979 и 1983 годах, на которых Кошник баллотировался в качестве главного кандидата от СДПГ, он смог возглавлять Сенат без перерыва до 1985 года. За это время Кошнику довелось стать участником таких важных событий как «трамвайные беспорядки» 1968 года, основание университета в 1971 году, массовые беспорядки 1980 года, расширение контейнерного терминала в Бремерхафене (1978—1983) и Бременского центра грузовых перевозок в 1980-х годах, а также строительство нового автомобильного завода Mercedes-Benz в Зебальдсбрюке (1979—1982), закрытие в конце 1983 года верфи AG Weser в его родном Грёпелингене, принадлежавшей концерну Krupp. Ганс Цигенфус, председатель рабочего совета AG Weser, провёл энергичную кампанию против Сената и лично Кошника, но не смог бургомистру добиться явного успеха на выборах осенью 1983 года.
С 1970 по 1971 год и с 1981 по 1982 год Кошник президентом Бундесрата.
С 1983 по 1985 год он также был представителем Федеративной Республики Германии по вопросам культуры в рамках франко-германского соглашения о сотрудничестве.
С 1970 по 1991 год Кошник был членом федерального исполнительного комитета СДПГ, а с 1975 по 1979 год заместителем председателя партии Вилли Брандта.
После почти 18 лет на посту премьер-министра Бремена и 22 лет в Сенате он ушёл в отставку по собственному желанию 17 сентября 1985 года. Его преемником стал Клаус Ведемайер, председатель группы СДПГ в Бременском парламенте.

## Карьера после Сената
С 1987 по 1994 год Кошник был депутатом Бундестага от избирательного округа Бремен-Запад. Он был заместителем председателя комитета по иностранным делам, представителем по внешней политике парламентской группы СДПГ и в начале 1990-х годов считался претендентом на пост министра иностранных дел.
С 23 июля 1994 года по 2 апреля 1996 года Кошник был администратором Европейского союза в городе Мостар в Боснии и Герцеговине. На этом посту он координировал реконструкцию, управление и инфраструктуру разрушенного войной города.
В 1994 году хорватские националисты забросали гранатами номер Кошника в отеле в Мостаре, но не ранив политика. Вторая атака в 1996 году также не удалась. Разгневанная толпа хорватов напала на Кошника в его служебном бронированном автомобиле во время демонстрации. Хорватская полиция оставалась пассивной. С помощью своего эскорта и благодаря бронезащите своего лимузина ему удалось уйти целым и невредимым. В том же 1996 году он заявил о своей отставке перед Советом министров иностранных дел ЕС в Брюсселе.
С октября 1996 и по сентябрь 1998 года Кошник работал советником Европейской комиссии по созданию Европейской волонтёрской службы. Позднее он продолжал работать советником или комиссаром по внешней политике различных структур. С декабря 1998 по декабрь 1999 года был Уполномоченного федерального правительства по вопросам возвращения, реинтеграции и восстановления беженцев в Боснии и Герцеговине, с марта 2000 по декабрь 2001 года возглавлял Руководящий комитет по вопросам беженцев в рамках Пакта стабильности для Юго-Восточной Европы, с января 2000 по декабрь 2005 — председатель немецко-польской парламентской группы в Бундестаге и президент Немецко-польского института.
Одновременно Кошник читал лекции, писал эссе и занимался общественной деятельностью. С 1991 по 1994 год он был президентом Немецко-израильского общества. С 2000 по 2003 год возглавлял ассоциацию «Против забвения — за демократию». С 2002 года входил в попечительский совета фонда Schüler Helfen Leben. С 2003 по 2011 год Ганс Кошник был покровителем Бременской премии мира.

## Награды
- 1982 — Приз Ассоциации «Франция—Германия» (Prix France-Allemagne)
- 1994 — золотая Бременская медаль почёта (Bremische Ehrenmedaille in Gold)
- 1995 — медаль Карла фон Осецкого
- 1995 — Медаль мира имени Отто Гана
- 1996 — The glass of reason
- 1996 — премия Мозеса Мендельсона
- 1997 — медаль Бубера-Розенцвейга
- 1997 — Гессенская премия мира
- 2004 — Bridge Prize of the City of Regensburg
- 2005 — медаль Манфреда Вёрнера